# Global Warming Policy Foundation
The Global Warming Policy Foundation (GWPF) ist eine britische Lobbygruppe, die nach eigenen Angaben zur öffentlichen Bildung über die globale Erwärmung beitragen will; sie gibt sich dabei „tief besorgt“ über die Folgen klimapolitischer Maßnahmen. Untersuchungen und kritische Berichterstattung sehen die GWPF als einflussreiche „klimaskeptische“ Lobbyorganisation und Teil der organisierten Bewegung, die die Existenz des menschenverursachten Klimawandels leugnet oder dessen Folgen herunterspielt.
Ihre Aktivität entfaltet die GWPF vor allem über ihr Webangebot und soziale Medien. Sie betreibt als Lobby-Arm das Global Warming Policy Forum, abgekürzt ebenfalls GWPF. Sie ist besonders erfolgreich darin, in britischen Medien ihre Positionen zu veröffentlichen.

## Organisation
Die Gründung erfolgte im November 2009 wenige Tage nach Bekanntwerden des Hackerzwischenfalls am Klimaforschungszentrum der University of East Anglia unter dem Vorsitz von Nigel Lawson in 1 Carlton House Terrace, London. Die derzeitigen Büros schließen an das Institute of Materials, Minerals and Mining an.
Die laufenden Geschäfte werden von Benny Peiser geführt. Der Aufsichtsrat (Board of trustees) besteht (Stadnd 2017) aus Lord Lawson, Lord Barnett, dem früheren Bischof von Chester Peter R. Forster, Lord Donoughue, Lord Fellowes, Martin Jacomb, Henri Lepage, Emma Nicholson (Baroness Nicholson of Winterbourne), und Andrew Turnbull (Baron Turnbull). Der Wissenschaftsbeirat besteht (Stand 2017) unter anderem aus Samuel Brittan, Ian Byatt, Freeman Dyson, Christian Gerondeau, Richard Lindzen, Ian Plimer, Paul Reiter, Nir Shaviv, Philip Stott, Henrik Svensmark, Richard Tol und Fritz Vahrenholt.

## Finanzierung
Die GWPF ist eine nach englischem Recht eingetragene gemeinnützige Stiftung zur Förderung der Bildung. Sie ist nicht zur Veröffentlichung der Herkunft ihrer Finanzmittel verpflichtet und hat in der Vergangenheit Auskunft dazu verweigert.
In den Finanzjahren 2012 und 2013 lagen die Einnahmen der GWPF laut Jahresabschluss bei 400.000 £, der weitaus größte Teil der Summe stammte aus Spenden, um die 12.000 £ waren Mitgliedsbeiträge. Die Ausgaben für „gemeinnützige Zwecke“ lagen bei jährlich etwa 250.000 £, sie bestanden zum größten Teil aus Personalkosten. Bei den wenigen Geldgebern, die bislang bekannt wurden, handelte es sich um Wirtschaftsmanager und Unternehmer.
Laut dem britischen Guardian hat die GWPF von 2017 bis 2022 etwa 1,45 Millionen £ an Zuwendungen erhalten, 45 % davon stammten aus den USA. In den USA hat die GWPF einen Ableger, die American Friends of the GWPF, die in vier Jahren mehr als eine Million US$ an Spenden erhalten und den größten Teil davon an die britische GWPF weitergeleitet hatten. Zu den Großspendern der American Friends of the GWPF zählten unter anderem der Donor's Trust der Brüder Charles G. Koch und David H. Koch sowie die Sarah Scaife Foundation, die u. a. in 22 Unternehmen der Energiewirtschaft investiert ist, darunter Exxon und Chevron.

## Global Warming Policy Forum
Im Jahr 2014 kam die Charity Commission, eine britische Regierungsstelle zur Beaufsichtigung gemeinnütziger Organisationen, zu dem Schluss, dass die GWPF gegen die Richtlinien für gemeinnützige Organisationen verstoße. Die GWPF fördere eine einseitige Sichtweise auf die globale Erwärmung. Der Webauftritt könne daher nicht als Bildungsangebot angesehen werden, das von öffentlichen Nutzen sei. Die GWPF beschloss in der Folge, eine nicht-gemeinnützige Organisation als Kampagnenplattform zu gründen, die spezielle politische Ziele verfolgen sollte. Im September 2014 gründete die GWPF das Global Warming Policy Forum, das weitgehend in den Webauftritt der Global Warming Policy Foundation eingebunden ist.

## Net Zero Watch
Im Jahr 2021 startete GWPF die Kampagne Net Zero Watch. Die Kampagne soll nach eigenen Angaben die Netto-Null-Emissionspolitik der britischen Regierung kritisch inspizieren. Net Zero Watch nutzte den russischen Überfall auf die Ukraine 2022 und die daraus resultierenden Preisspitzen für fossile Brennstoffe, um zu fordern, dass sich die britische Regierung wieder auf fossile Brennstoffe festlegen solle; sie behauptete fälschlicherweise, die Preiskrise sei durch „thermodynamisch inkompetente“ Energiequellen wie Wind und Sonne verursacht worden. Net Zero Watch zeichnet Erneuerbare Energien als Bedrohung für die britische Agrarlandschaft und versucht so, mächtige ländliche Gruppen als Bündnispartner für die Behinderung des Ausbaus erneuerbarer Energien zu gewinnen.
Die parlamentarische Net Zero Scrutiny Group (NZSG) ist mit Net Zero Watch verbunden und stützt sich auf Net Zero Watch als Quelle. Der NZSG gehören unter anderem Steve Baker, der auch Mitglied im Aufsichtsrat der GWPF gewesen war, Iain Duncan Smith und der ehemaligen Energieminister Jacob Rees-Mogg an, alle Mitglieder der Conservative Party.